# Colossos
Colossos är en berg- och dalbana byggd i trä. Banan uppfördes 2001 och är en av Europas största. Colossos är placerad i den tyska nöjesparken Heide Park. Banan är den första träbana som är byggd av förbyggda delar. Istället för att byggarna sågar delarna på plats och sätter ihop banan, görs delarna i en fabrik genom att de skärs ut med laser. Sedan är det bara att bygga ihop banan, genom att bitarna knäpper fast i.

## Kuriosa
När Colossos byggdes var det den brantaste trä berg- och dalbanan i Europa, med en lutning på 61 grader i första backen. Detta slogs sedan av Balder, träbanan på Liseberg i Göteborg.